# Sultanato wattásida
La dinastía de los wattásidas, vatásidas (en árabe: وطاسيون‎, romanizado: waṭāsīyūn o banū watūs, بنو الوطاس‎, banū al-waṭās; en lenguas bereberes: ⵉⵡⴻⵟⵟⴰⵙⴻⵏ, romanizado: Iweṭṭāsen) o watasíes fue una dinastía de origen bereber zenata que gobernó una parte del Magreb con núcleo en el norte del actual Marruecos durante los siglos xv y xvi, conocida también como Reino de Fez. Los wattásidas fueron precedidos por los benimerines y fueron sucedidos por los saadíes.

## Historia
Los wattásidas, que compartían con los benimerines un linaje bereber con orígenes zenatas, estaban relacionados con los segundos; los benimerines habían llegado a reclutar visires wattásidas; estos visires asumieron el cargo de sultanes cuando el último monarca benimerín, Abu Muhámmad Abd al-Haqq (también llamado Abd-el-Hakk), quien había masacrado a algunos wattásidas en 1459, falleció durante una revuelta popular en Fez en el año 1465.
Sus vecinos eran los ziyánidas de Trecemén, al este; los saadianos de Marrakech, al sur, con el río Oum Er-Rbia, como frontera común; la plaza castellana de Melilla (desde 1497), al noreste; y la plaza portuguesa de Ceuta, al noroeste.
Abu Abd Allah al-Sheij Muhámmad ibn Yahya al-Mahdi (también llamado Muhámmad al-Šayj) fue el primer sultán wattásida, pero solo controló el norte del territorio marroquí; el sur seguía dominado por la dinastía saadí. El reino se formó cuando Abu Abd Allah al-Sheij Muhámmad ibn Yahya conquistó la ciudad de Fez al sultán benimerín Shorfa, en 1472, dando inicio al gobierno de la dinastía wattásida, que antes había tenido algunos visires, y que sucedió a la dinastía de los benimerines.
El periodo entre los años 1465 y 1472 fue inestable, y las últimas posesiones musulmanas en Al-Ándalus se perdieron. En las costas norteafricanas, la ciudad y plaza de Ceuta pasó a poder del Reino de Portugal, campeando españoles y portugueses por las zonas costeras de Marruecos. No obstante, los wattásidas mantuvieron buenas relaciones comerciales con los Estados ibéricos. Fueron derrotados por el empuje de los jerifes de la dinastía saadita, que se apoderaron de Marrakech (1524) y de Fez (1549). En 1554 el wattásida Abu 'Ali Hasûn, con el apoyo de los otomanos instalados en Argel retomó la ciudad. Finalmente fue derrotado y muerto en Tadla por el saadiano Muhámmad al-Sheikh que recuperó Fez.
Debido a la presión que ejercían los saaditas, Carlos I, los portugueses y los turcos otomanos, los wattásidas debieron abandonar Marruecos en 1554; les sucedió en el poder la dinastía saadí.
Los últimos wattasíes fueron masacrados por los piratas berberiscos mientras huían de Marruecos.

## Sultanes wattásidas
- 1472-1504: Abu Abd Allah al-Sheij Muhámmad ibn Yahya
- 1504-1526: Abu Abd Allah al-Burtuqali Muhámmad ibn Muhámmad
- 1526: Abu al-Hasan Abu Hasan Alí ibn Muhámmad (contestado por su sobrino)[6]
- 1526-1545: Abu al-Abbás Áhmad ibn Muhámmad
- 1545-1547: Násir ad-Din al-Qasri Muhámmad ibn Áhmad
- 1547-1549: Abu al-Abbás Áhmad ibn Muhámmad
- 1554-1554: Abu al-Hasan Abu Hasún Alí ibn Muhámmad